# Остойичево (Республика Сербская)
Остойичево (серб. Остојићево / Ostojićevo) — село в общине Биелина Республики Сербской Боснии и Герцеговины. Население составляет 481 человек по переписи 2013 года.

## География
Село расположено в северо-западной части общины Биелина, в 5 км от реки Сава и в 7 км от реки Дрина. До того, как в деревне занялись сельском хозяйством, на её территории находились множество мелких речек и прудов.